# Dendrocnide photiniphylla
Dendrocnide photiniphylla là loài thực vật có hoa trong họ Tầm ma. Loài này được (Kunth) Chew mô tả khoa học đầu tiên năm 1965.